# Кубок світу з біатлону 2018—2019 — етап 2
Другий етап Кубка світу з біатлону 2018—19 відбувається в Гохфільцені, Австрія, з 13 по 16 грудня  2018 року. До програми етапу було включено 6 гонок:  спринт, гонка переслідування та естафета у чоловіків та жінок.

## Гонки

### Чоловіки
| Гонка:                 | Золото:                      | Час               | Срібло:                | Час               | Бронза:                           | Час               |
| Спринт 10 км           | Йоганнес Тінгнес Бо Норвегія | 24:49.2 (0+1)     | Мартен Фуркад Франція  | 24:57.8 (0+0)     | Бенедикт Долль Німеччина          | 24:59.4 (0+0)     |
| Переслідування 12,5 км | Мартен Фуркад Франція        | 32:22.3 (0+0+0+0) | Арнд Пайффер Німеччина | 32:36.0 (1+0+0+0) | Ветле Шостад Крістіансен Норвегія | 32:38.4 (0+0+0+0) |

### Жінки
| Гонка:               | Золото:                    | Час               | Срібло:                     | Час               | Бронза:                     | Час               | Дж.   |
| Спринт 7,5 км        | Доротея Вірер Італія       | 21:04,9 (0+1)     | Кайса Мякяряйнен Фінляндія  | +0,6 (0+1)        | Катерина Юрлова-Перхт Росія | +24,4 (0,0)       | [ 1 ] |
| Переслідування 10 км | Кайса Мякяряйнен Фінляндія | 30:53.1 (1+0+1+1) | Пауліна Фіалкова Словаччина | 30:54.6 (0+0+1+1) | Доротея Вірер Італія        | 30:55.9 (2+0+1+1) |       |

### Естафети
| Гонка:            | Золото:                                                                          | Час                                                       | Срібло:                                                                             | Час                                                       | Бронза:                                                        | Час                                                       |
| Жіноча естафета   | Італія Ліза Вітоцці Доротея Вірер Алексія Рунґґальдір Федеріка Санфіліппо        | 1:10:58.7 (0+0) (0+1) (0+0) (0+2) (0+0) (0+0)             | Швеція Лінн Перссон Мона Брорссон Емма Нільссон Ганна Еберг                         | 1:15:21.3 (0+0) (0+1) (0+1) (0+2) (0+3) (0+0) (0+0) (0+1) | Франція Анаїс Шевальє Жулья Сімон Селья Емоньє Анаїс Бескон    | 1:11:10.5 (0+2) (0+0) (0+1) (0+1) (0+2) (0+2) (0+1) (0+0) |
| Чоловіча естафета | Швеція Пеппе Фемлінг Мартін Понсілуома Торнстейн Стенерсен Себастьян Самуельссон | 1:16:10,6 (0+0) (0+0) (0+2) (0+1) (0+0) (0+0) (0+0) (0+2) | Норвегія Ларс-Гельге Біркеланн Генрік л'Абе-Лунд Тар'єй Бо Ветле Шостад Крістіансен | 1:16:14.2 (0+0) (0+0) (0+1) (0+3) (0+0) (0+2) (0+1) (0+0) | Німеччина Зімон Шемпп Йоганнес Кюн Арнд Пайффер Бенедікт Долль | 1:16:39.4 (0+2) (0+0) (0+0) (1+3) (0+0) (0+0) (0+0) (0+1) |